# Lithurgus taprobanae
Lithurgus taprobanae är en biart som först beskrevs av Cameron 1904.  Lithurgus taprobanae ingår i släktet Lithurgus och familjen buksamlarbin. Inga underarter finns listade i Catalogue of Life.